# Koyuki Miyazaki
 (mai 2025).
Koyuki Miyazaki (宮﨑 小雪, Miyazaki Koyuki), née le 5 février 2003 à Machida,
est une kickboxeuse japonaise. En mars 2021, elle s'empare du titre de championne des poids atome de le RISE (en).

## Palmarès

### Kick-boxing
- RISE
  - RISE Queen Atomweight Championship